# Elmwood Park (Wisconsin)
Elmwood Park – wieś w Stanach Zjednoczonych, w stanie Wisconsin, w hrabstwie Racine.